# أبي كان حجر متدحرج (أغنية)
أبي كان حجر متدحرج (بالإنجليزية: Papa Was a Rollin' Stone)‏ أغنية يؤديها مجموعة من شركة موتاون Motown للتسجيلات تسمى «الحقيقة بلا منازع The Undisputed Truth». كتبها نورمان ويتفيلد وباريت سترونج في عام 1971، وصدرت كأغنية فردية في مايو 1972. وبلغت ذروتها في المرتبة 63 على قائمة البوب والمرتبة 24 على قائمة آر أند بي R&B Charts. تم تضمين الأغنية في ألبوم «قانون الأرض Law of the Land» لمجموعة «الحقيقة بلا منازع» عام 1973.
أخذ ويتفيلد الأغنية في عام 1972، وأعاد تشكيلها كأغنية لفريق التمبتيشنز مدتها 12 دقيقة وضمها الفريق لألبومه «كل الاتجاهات All Directions» عام 1972. أصدر الفريق نسخة للأغنية مدتها 7 دقائق وصعدت إلى المركز الأول على قائمة الهوت بيلبورد 100 وفاز بثلاث جوائز جرامي في عام 1973. في حين تم نسيان النسخة الأصلية من الأغنية لفريق «الحقيقة بلا منازع» إلى حد كبير، فإن إصدارات فريق تيمبتيشنز من الأغنية كانت كلاسيكيات الروح ثابتة ومؤثرة. تم تصنيف إصدار الألبوم الكامل في المرتبة 169 على قائمة رولينج ستون لأفضل 500 أغنية في كل العصور، وهي واحدة من ثلاث أغنيات تمبتيشنز في القائمة.

## طاقم الغناء والعزف (نسخة تمبتيشنز)
- قيادة الغناء: دينيس إدواردز - ملفين فرانكلين - ريتشارد ستريت - دامون هاريس
- غناء الخلفية: دينيس إدواردز - ميلفن فرانكلين - ريتشارد ستريت - دامون هاريس - أوتيس ويليامز
- التوزيع وقيادة الاوركسترا: بول ريزر
- عزف على الآلات الموسيقية: فانك براذرز وأوركسترا ديترويت السيمفونية[4]

## كلمات الأغنية
كان ذلك في الثالث من سبتمبر It was the third of September
ذلك اليوم الذي سوف أتذكره دائمًا، نعم سأفعل That day I'll always remember, yes I will
لأنه كان اليوم الذي مات فيه أبي Cause that was the day, that my daddy died
لم تسنح لي الفرصة لرؤيته I never got a chance to see him
لم أسمع عنه شيئًا سوى أشياء سيئة Never heard nothin' but bad things about him
أمي، أنا أعتمد عليك، لتخبريني الحقيقة Momma I'm depending on you, to tell me the truth
ورفعت أمي رأسها وقالت And Momma just hung her head and said
بني، أبوك كان حجرًا متدحرجًا، يابني Son, Papa was a rolling stone, my son
اينما وضع قبعته كان منزله Wherever he laid his hat was his home
ولما مات كل ما تركه لنا، تركنا وحداء And when he died, all he left us was alone
حسنا حسنا Well, well
يا أمي، هل ما يقولونه صحيح Hey Momma, is it true what they say
أن أبي لم يعمل يومًا في حياته That Papa never worked a day in his life
وأمي، بعض الكلام السيئ يدور في المدينة And Momma, some bad talk goin' round town
يقولون أن أبي له ثلاثة أطفال من الخارج وزوجة أخرى Sayin' that Papa had three outside children and another wife
وهذا ليس صحيحًا and that ain't right
سمعتهم يتحدثون عن أبي وهو يقوم ببعض الوعظ أمام المتجر Heard them talking Papa doing some store front preachin'
يتحدث عن إنقاذ النفوس وتصفية النفوس طوال الوقت Talked about saving souls and all the time leeching
التعامل بالديون والسرقة باسم الرب Dealing in debt, and stealing in the name of the Lord
رفعت أمى رأسها وقالت Momma just hung her head and said
بني، أبوك كان حجرًا متدحرجًا، يابني Papa was a rolling stone, my son
يا أمي، سمعت أن أبي أطلق على نفسه الصالح لجميع المهن Hey Momma, I heard Papa called himself a jack of all trades
أخبريني، هذا ما أرسل والدي إلى قبره مبكرًا Tell me, is that what sent Papa to an early grave
يقول الناس أن أبي كان يتوسل، يقترض، يسرق لدفع فواتيره Folks say Papa would beg, borrow, steal to pay his bills
يا أمي، يقول الناس أن أبي لم يكن يفكر كثيرًا أبدًا Hey Momma, folks say that Papa never was much on thinking
يقضي معظم وقته في مطاردة النساء والشراب Spent most of his time chasing women and drinking
أمي أنا أعتمد عليك لتخبريني الحقيقة Momma I'm depending on you to tell me the truth
نظرت أمي ودمعة في عينها وقالت And Momma looked up with a tear in her eye and said
بني، أبوك كان حجرًا متدحرجًا، يابني Son, Papa was a rolling stone my son

## وصلات خارجية
https://www.youtube.com/watch?v=igowoazxjlA أبي كان حجر متدحرج (أغنية)
https://www.songfacts.com/facts/the-temptations/papa-was-a-rollin-stone أبي كان حجر متدحرج (أغنية)